# (S)-hidroksinitrilna lijaza
(S)-hidroksinitrilna lijaza (EC 4.1.2.47,-cijanohidrin produkujuća hidroksinitrilna lijaza, (S)-oksinitrilaza, (S)-HbHNL, (S)-MeHNL, hidroksinitrilna lijaza, oksinitrilaza, HbHNL, MeHNL, (S)-selektivna hidroksinitrilna lijaza, (S)-cijanohidrin karbonil-lijaza (formira cijanid)) je enzim sa sistematskim imenom (S)-cijanohidrin lijaza (formira cijanid). Ovaj enzim katalizuje sledeću hemijsku reakciju
(1) alifatični (S)-hidroksinitril {\displaystyle \rightleftharpoons } cijanid + alifatični aldehid ili keton
(2) aromatična (S)-hidroksinitril {\displaystyle \rightleftharpoons } cijanid + aromatični aldehid
Ovaj enzim katalizuje razlaganje hidroksinitrila u cijanid i korespondirajući aldehid ili keton.

## Literatura
- Nicholas C. Price; Lewis Stevens (1999). Fundamentals of Enzymology: The Cell and Molecular Biology of Catalytic Proteins (Third изд.). USA: Oxford University Press. ISBN 019850229X.
- Eric J. Toone (2006). Advances in Enzymology and Related Areas of Molecular Biology, Protein Evolution (Volume 75 изд.). Wiley-Interscience. ISBN 0471205036.
- Branden C; Tooze J. Introduction to Protein Structure. New York, NY: Garland Publishing. ISBN 0-8153-2305-0.
- Irwin H. Segel. Enzyme Kinetics: Behavior and Analysis of Rapid Equilibrium and Steady-State Enzyme Systems (Book 44 изд.). Wiley Classics Library. ISBN 0471303097.
- William P. Jencks (1987). Catalysis in Chemistry and Enzymology. Dover Publications. ISBN 0486654605.

## Spoljašnje veze
- (S)-hydroxynitrile+lyase на 